# Episodi di Squadra Speciale Cobra 11 (ottava stagione)
L'ottava stagione della serie televisiva Squadra Speciale Cobra 11 è stata trasmessa in prima visione in Germania da RTL in due diversi periodi: nei giorni 25 marzo, 8 e 22 aprile, 6 e 13 maggio 2004 (episodi 108, 110, 112, 114 e 115 secondo l'ordine di messa in onda, parte della stagione 15 di RTL), e dal 9 settembre al 18 novembre seguenti per i rimanenti episodi (116-125, stagione 16). In Italia è stata trasmessa in prima visione da Rai 2 dall'11 aprile al 22 luglio 2005, seguendo l'ordine di produzione degli episodi.
Il primo episodio, che si conclude con il matrimonio di Semir e Andrea, ha durata doppia in quanto telefilm pilota della stagione.
| nº | n° RTL (diffusione) | Titolo originale     | Titolo italiano            | Prima TV Germania | Prima TV Italia |
| -- | ------------------- | -------------------- | -------------------------- | ----------------- | --------------- |
| 1  | 116                 | Für immer und ewig   | Un felice risveglio        | 9 settembre 2004  | 11 aprile 2005  |
| 2  | 124                 | Falsche Freundschaft | Il prezzo dell'incoscienza | 11 novembre 2004  | 25 aprile 2005  |
| 3  | 110                 | Im Visier des Todes  | Il profumo dei soldi       | 8 aprile 2004     | 25 aprile 2005  |
| 4  | 108                 | Ohne Ausweg          | Lo stratagemma             | 25 marzo 2004     | 2 maggio 2005   |
| 5  | 118                 | Freunde in Not       | Due veri amici             | 23 settembre 2004 | 2 maggio 2005   |
| 6  | 115                 | Die Zeugin           | Vita pericolosa            | 13 maggio 2004    | 9 maggio 2005   |
| 7  | 112                 | Die Todesliste       | Pirati informatici         | 22 aprile 2004    | 9 maggio 2005   |
| 8  | 122                 | Muttertag            | La pantera                 | 28 ottobre 2004   | 16 maggio 2005  |
| 9  | 123                 | Gnadenlos            | Giustizieri                | 4 novembre 2004   | 16 maggio 2005  |
| 10 | 114                 | Vertrauter Feind     | Una specie d'amore         | 6 maggio 2004     | 23 maggio 2005  |
| 11 | 125                 | Extrem               | Oltre ogni limite          | 18 novembre 2004  | 23 maggio 2005  |
| 12 | 119                 | Showdown             | Prova di forza             | 30 settembre 2004 | 15 luglio 2005  |
| 13 | 121                 | Feuer und Flamme     | Vecchi amici               | 14 ottobre 2004   | 15 luglio 2005  |
| 14 | 117                 | Um jeden Preis       | Il riscatto                | 16 settembre 2004 | 22 luglio 2005  |
| 15 | 120                 | Wer Wind sät…        | Un'ombra dal passato       | 7 ottobre 2004    | 22 luglio 2005  |

## Un felice risveglio (1ª e 2ª parte)
- Titolo originale: Für immer und ewig
- Diretto da: Sebastian Vigg
- Scritto da: Roland Heep, Frank Koopmann

### Trama
Semir è ormai alla vigilia del suo matrimonio con Andrea, ma, durante un inseguimento insieme a Jan, hanno un incidente con l'auto della figlia del capo della polizia che si era appena sposata. Si ritrovano così degradati ad agenti in divisa ma ciò nonostante non smettono di indagare sul furgone che li ha buttati nell'altra carreggiata. I due riescono quindi a ottenere l'incarico di condurre un furgone portavalori che pensano sia l'obiettivo dei malviventi; lungo l'autostrada subiscono infatti un attacco, che però fallisce: Jan e Semir riescono a catturare due membri della banda. Il caso sembra ormai chiuso, ma a poche ore dalle nozze Jan riceve una telefonata in cui una sua vecchia conoscenza minaccia di uccidere Andrea se i due uomini catturati non verranno rilasciati.
- Altri interpreti: Bela B. Felsenheimer (Joseph Tscherne), Andreas Hofer (Hans Vogt), Friedemann Thiele (Matthias Friedwinkler), Claudia Mehnert (Jessica Blohm), Markus H. Eberhard (Kai Schroder)

Nota: l'episodio, come tutti quelli a durata doppia, in Italia è stato trasmesso in prima visione integralmente, e successivamente diviso in una prima parte e in una seconda parte in occasione delle successive repliche in fascia preserale, con relativo adattamento del titolo.

## Il prezzo dell'incoscienza
- Titolo originale: Falsche Freundschaft
- Diretto da: Carmen Kurz
- Scritto da: Elke Schilling

### Trama
Il figlio di Bonrath, Jochen, finisce coinvolto in un giro più grande di lui, tra laboratori chimici utilizzati per produrre sostanze stupefacenti e mega raduni dove i professionisti del settore fanno affari d'oro. Dopo aver rischiato la pelle imparerà un'importante lezione di vita.
- Altri interpreti: Jona Mues (Jochen Bonrath), Wanja Mues (Mike Jäger), Thomas Scharff (Kant), Thomas Arnold (Harry Fischer), Markus H. Eberhard (Kai Schroder)

## Il profumo dei soldi
- Titolo originale: Im Visier des Todes
- Diretto da: Carmen Kurz
- Scritto da: Markus Hoffmann

### Trama
Nel corso dei festeggiamenti del 62º compleanno di Hans Nolte, capo della polizia, amico della Engelhardt, nella quale anche Jan e Semir sono presenti, il commissario ha un incidente molto grave, venendo colpita da un fucile di precisione; Roth, membro dell'antidroga, muore nel tentativo di salvarla. Del caso si occuperanno Jan, Semir e Baumann, capo dell'antidroga. Dalle prime indagini emerge che il colpevole possa essere un certo Iansen, arrestato dalla Engelhardt anni prima, ma quando Semir e Jan vanno a casa sua, lo trovano morto con un colpo alla testa. Subito si sospetta il suicidio, ma proprio quando Iansen veniva trovato morto, avviene un furto in casa Roth; il tempestivo intervento della Engelhardt salva la situazione, ma il ladro-killer scappa. In casa vengono trovati un milione di euro, che l'uomo cercava di rubare. Semir ipotizza che Roth fosse un poliziotto corrotto e che l'uomo che lo ha ucciso, oltre a essere suo collega, non aveva come bersaglio la Engelhardt, ma proprio lui. Poi aveva eliminato il principale indiziato facendo spacciare la morte come suicidio e la storia sarebbe finita lì; il tentato furto cambia però tutto. Danno quindi a Baumann la notizia e si viene a sapere di Timo Siegel, compagno di Roth. Quindi, Baumann, Jan e Semir si recano a casa sua. Questo però è già stato avvertito da un complice e tenta la fuga, ma viene ammazzato da Baumann per legittima difesa. Ormai il caso è dato per chiuso ma per la Engelhardt non tutto quadra; Siegel infatti aveva un complice: Hans Nolte che l'aveva accompagnata fino alla finestra per renderla un facile bersaglio e quindi coprire il vero obiettivo. Infatti Nolte, Baumann, Roth e Siegel erano tutti d'accordo e fornivano informazioni alla mafia sulla droga: Roth, intenzionato a uscire dal giro, è stato ucciso e la sua morte spacciata per una tragica fatalità; quindi è toccato all'incolpevole Iansen, ammazzato facendolo passare per suicida e vero colpevole; infine a Siegel. Il commissario si reca quindi alla villa del capo, ma interviene Baumann che, sotto indicazione di Nolte, la porta in un luogo isolato per ucciderla. Il tempestivo intervento di Jan e Semir, che hanno scoperto tutto, salva la Engelhardt, mentre Baumann muore in un incidente. Nolte sarà invece arrestato e condannato a trent'anni di prigione.
- Altri interpreti: Walter Kreye (Hans Nolte), Ralph Misske (Baumann), Thomas Gerber (Timo Siegel)

## Lo stratagemma
- Titolo originale: Ohne Ausweg
- Diretto da: Axel Barth
- Scritto da: Lorenz Stassen

### Trama
A seguito del danneggiamento di un container dovuto a un incidente in autostrada, Jan e Semir intuiscono e scoprono un traffico di droga, ma le loro operazioni sono ostacolate da uno stratagemma: parte delle azioni illegali avvengono nel consolato della nazione di San Marco, che non è territorio di Germania e pertanto si trova fuori dalla giurisdizione della polizia tedesca.
- Altri interpreti: Oliver Stritzel (Jean Bouchard), Thomas Bestvater (Immanuel Christos), Sylke Hannasky (Katherina Reger), Matthias Dittmer (Walter Reger)

## Due veri amici
- Titolo originale: Freunde in Not
- Diretto da: Axel Barth
- Scritto da: Andreas Heckmann, Andreas Schmitz

### Trama
Bonrath ed Herzberger, ritenuti al di sotto delle aspettative, decidono di intraprendere un'indagine per smascherare alcuni trafficanti d'armi, arrivando a essere rapiti da essi e finendo a rischiare la vita per questo. La coscienza del rischio che hanno corso li rivaluterà presso i propri colleghi.
- Altri interpreti: Lucia Gailová (Eva Weissmann), Christoph Quest (Marc de Luca), Andreas Durban (Richard Denz)

## Vita pericolosa
- Titolo originale: Die Zeugin
- Diretto da: Holger Gimpel
- Scritto da: Jörg Schnitger, Sven Ulrich

### Trama
Semir e Jan devono proteggere una testimone chiave di un omicidio dalla famiglia dell'accusato, che tenta in tutti i modi di eliminarla.
- Altri interpreti: Anne Brendler (Ariane Borsche), Dietrich Hollinderbäumer (Roberto Leone), André Röhner (Franco Leone), René Langen (Peter)

## Pirati informatici
- Titolo originale: Die Todesliste
- Diretto da: Holger Gimpel
- Scritto da: Ralf Ruland

### Trama
Un esperto di informatica dal passato di piccoli guai con la giustizia viene prima ingaggiato e poi rapito da un gruppo di criminali che sta cercando di avere accesso a un database di agenti segreti infiltrati, allo scopo di venderne l'identità in cambio di compensi milionari.
- Altri interpreti: Stephan Benson (Dekker), Cristoph Bach (Raphael Münch), Anna Sophie Claus (Natascha), Diana Staehly (Barbara Kowalski), Philipp Neubauer (Charly), Sabine Marcus (Simone Bauer), Nico van der Knaap (Van Breukelen), Markus H. Eberhard (Kai Schroder)

## La pantera
- Titolo originale: Muttertag
- Diretto da: Axel Barth
- Scritto da: Jörg Alberts, Roland Heep

### Trama
La madre di Herzberger finisce coinvolta in un caso di competenza della squadra e rischia la vita, quando si trova ad aver accidentalmente preso alcuni documenti bollenti di provenienza criminale che non sarebbero dovuti finire nelle mani sbagliate.
- Altri interpreti: Regine Lutz (Elfriede Herzberger), Stefanie Schmid (la "Pantera"), Hans Heller (Georg Sander)

## Giustizieri
- Titolo originale: Gnadenlos
- Diretto da: Axel Barth
- Scritto da: David Simmons, Jeanet Pfitzer

### Trama
Qualcuno sta uccidendo degli avvocati famosi per aver difeso assassini che l'hanno fatta franca grazie ai loro servigi. Semir e Jan cercano di vederci chiaro, poiché sospettano di alcuni colleghi.
- Altri interpreti: Aleksandar Jovanović (Rehder), Jens Eulenberger (Berg), Kerstin Thielemann (Isolde Maria Schrankmann), Sebastian Feicht (Sommer), Karl Knaup (Dott. Lohse), Wolfgang Riehm (Brenner), Markus H. Eberhard (Kai Schroder)

## Una specie d'amore
- Titolo originale: Vertrauter Feind
- Diretto da: Carmen Kurz
- Scritto da: Elke Schilling

### Trama
Jan viene rapito dalla sua ex fidanzata, Sandra, convinta che Jan l'abbia solo usata e non amata; toccherà a Semir salvare il suo collega.
- Altri interpreti: Anne Kanis (Sandra Strohm)

## Oltre ogni limite
- Titolo originale: Extrem
- Diretto da: Carmen Kurz
- Scritto da: Ingo Regenbogen, Horst Wieschen

### Trama
Nel tentativo di scoprire i responsabili di rapine avvenute ai danni di alcune banche, Jan si infiltra nel mondo delle corse clandestine, utilizzando la Toyota Supra di Hartmutt, nonostante l'iniziale avversità del commissario Engelhardt. Il piano procede bene fino a quando la sua reale identità di ispettore viene scoperta e i criminali nel tentativo di coprire la loro fuga danno fuoco all'officina nella quale lui è stato immobilizzato. Grazie all'intervento di Semir, Jan e la vettura del giovane della Scientifica, vengono salvati all'ultimo momento. Al momento della resa dei conti, i due criminali protagonisti, fratello e sorella (di cui Jan si è innamorato), piuttosto che trascorrere anni in carcere da separati, decidono di suicidarsi insieme, lanciandosi con la propria vettura giù da un dirupo.
- Altri interpreti: Anja Nejarri (Indira Abel), Florian Jahr (Rico Abel), Guido A. Schick (Wolf)

## Prova di forza
- Titolo originale: Showdown
- Diretto da: Axel Sand
- Scritto da: Ralf Ruland

### Trama
Alcuni criminali cercano di incastrare Schröder, prima come autore di uno speronamento volontario nel quale una donna rimane gravemente ferita e poi come omicida della stessa. Sarà compito di Jan e Semir ribaltare l'evidenza di prove apparentemente reali e salvare il loro amico.
- Altri interpreti: Markus H. Eberhard (Kai Schröder), Oliver K. Wnuk (Jo Ricks), Alexandra Seefisch (Laura), Hans Klima (Schmidbauer)

## Vecchi amici
- Titolo originale: Feuer und Flamme
- Diretto da: Axel Sand
- Scritto da: Ingo Regenbogen, Horst Wieschen

### Trama
Un'indagine sui furti di macchine di lusso porterà Semir a rincontrare una sua vecchia fiamma conosciuta all'accademia. Ciò scatenerà la gelosia di Andrea e confonderà non poco Semir riguardo alle vere intenzioni della sua vecchia amica.
- Altri interpreti: Bettina Zimmermann (Laura Andress), Jens Schäfer (Thomas Westphal), Andrea Cleven (Carmen Westphal), Arno Kempf (Rainer Petzhold), Markus H. Eberhard (Kai Schroder)

## Il riscatto
- Titolo originale: Um jeden Preis
- Diretto da: Sebastian Vigg
- Scritto da: Christian Heider, Alexander Kraus

### Trama
Una giovane ragazza viene rapita. Il caso tocca molto da vicino il commissario Engelhardt poiché la famiglia della giovane è molto legata a lei. Tra sospetti e tentativi di intercettazione, quello che la squadra non sa è che la basista è una donna molto vicina all'ambiente familiare.
- Altri interpreti: Franziska Stavjanik (Beate Schwarz), Tobias Langhoff (Vincent Schwarz), Lilli Hollunder (Lisa), Wilfried Hochholdinger (Manuel Krosser), Thomas Mehlhorn (Justus Haak), Ellenie Salvo González (Antje Schrader)

## Un'ombra dal passato
- Titolo originale: Wer Wind sät…
- Diretto da: Sebastian Vigg
- Scritto da: Markus Hoffmann

### Trama
Robert Krüger, un ex collega di Semir, esce di prigione e vuole vendicarsi dell'ispettore, che ha testimoniato contro di lui in tribunale per aver ucciso una ragazza disarmata e per aver falsato lo svolgimento dei fatti. Esso infatti tamponerà l'auto di Andrea e in seguito proverà ad ucciderla infiltrandosi nell'ospedale 
travestito da poliziotto. Rapirà anche il compagno della sua ex moglie, e Semir per liberarlo dovrà ammanettare il suo collega ed entrare in una vecchia fabbrica dove riuscirà finalmente ad arrestare Robert dopo un breve inseguimento.
- Altri interpreti: Bernd Michael Lade (Robert Krüger), Andreas Thomas Möckel (Jens Baumgärtner), Kerstin Thielemann (Isolde Maria Schrankmann)